# IFNAR1
زنجیرهٔ آلفای گیرندهٔ اینترفرون آلفا/بتا (انگلیسی: Interferon-alpha/beta receptor alpha chain) یک پروتئین است که در انسان توسط ژن «IFNAR1» کُد می‌شود.
این پروتئین به‌عنوان یک فاکتور ضدویروس هم عمل می‌کند.